# Aire urbaine de Landerneau
L'aire urbaine de Landerneau est une ancienne aire urbaine française constituée autour de la ville de Landerneau (Finistère). En 1999, ses 14 281 habitants faisaient d'elle la 315e des 354 aires urbaines françaises.
Depuis 2010, l'INSEE considère Landerneau comme une ville isolée « multipolarisée », c'est-à-dire sous l'influence de plusieurs agglomérations voisines.

## Caractéristiques
D'après la délimitation établie par l'INSEE en 1999, l'aire urbaine de Landerneau est composée d'1 commune, située dans le Finistère. 
L'aire se réduit à son pôle urbain formé par l'unité urbaine de Landerneau, qui est une ville isolée (unité urbaine d’une seule commune).
Il n’y a pas de communes monopolarisées.
L’aire urbaine de Landerneau appartient à l’espace urbain de Brest.
Le tableau suivant détaille la répartition de l'aire urbaine sur le département (les pourcentages s'entendent en proportion du département) :
| Département | Communes | Communes (%) | Superficie (km²) | Superficie (%) | Population (1999) | Population (%) |
| ----------- | -------- | ------------ | ---------------- | -------------- | ----------------- | -------------- |
| Finistère   | 1        | 0,4          | 13,19            | 0,2            | 14 281            | 1,7            |

En 2006, la population s’élevait à 14 927 habitants.

## Composition communale
Voici la liste et les caractéristiques des communes de l'aire urbaine de Landerneau.
| Code INSEE | Commune    | Type de commune        | Dép.      | Superficie (km²) | Population (1999) | Densité (hab./km²) |
| ---------- | ---------- | ---------------------- | --------- | ---------------- | ----------------- | ------------------ |
| 29103      | Landerneau | Commune du pôle urbain | Finistère | +0013,19         | +00014 281,       | +01 082,71         |
|            | Total      |                        |           | +0013,19         | +00014 281,       | +01 082,71         |